# Bad Boys II
Bad Boys II é um filme americano de comédia de ação e policial de 2003, sequência do filme original de 1995, com direção de Michael Bay, produção de Jerry Bruckheimer. Martin Lawrence, Will Smith, Theresa Randle e Joe Pantoliano reprisam seus papéis do filme anterior, juntando-se aos novos membros do elenco: Jordi Mollà, Gabrielle Union e Peter Stormare.  O filme conta com os atores Martin Lawrence e Will Smith.
Bad Boys II foi lançado em 18 de julho de 2003. Recebeu críticas geralmente negativas dos críticos, com o consenso do Rotten Tomatoes descrevendo-o como "duas horas e meia de explosões e brincadeiras estúpidas", no entanto, teve um bom desempenho comercial, arrecadando US$ 273 milhões em todo o mundo, tornando-se o décimo filme de maior bilheteria de 2003. Duas sequências, Bad Boys for Life e Bad Boys: Ride or Die, foram lançadas em 2020 e 2024, respectivamente.

## Sinopse
Os detetives de narcóticos Mike Lowrey (Smith) e Marcus Burnett (Lawrence) foram escolhidos para uma tarefa de alta tecnologia na investigação do tráfico de ecstasy em Miami. Os inquéritos inadvertidamente os levam para uma conspiração maior a um traficante, que se auto nomeia Johnny Tapia (Jordi Mollà) cujas ambições de tomar conta da cidade iniciarão uma guerra de quadrilhas.
Mas a amizade e a relação profissional entre Mike e Marcus ficam abaladas quando Mike começa a gostar de Syd (Gabrielle Union), irmã de Marcus. A menos que eles consigam separar a vida pessoal da profissional, a dupla corre perigo e arrisca a vida de Syd no processo.

## Elenco
| Personagem           | Ator / Atriz          |
| -------------------- | --------------------- |
| Mike Lowrey          | Will Smith            |
| Marcus Burnett       | Martin Lawrence       |
| Sydney "Syd" Burnett | Gabrielle Union       |
| Capitão Howard       | Joe Pantoliano        |
| Theresa Burnett      | Theresa Randle        |
| Johnny Tapia         | Jordi Mollà           |
| Detetive Fanuti      | Gary Nickens          |
| Detetive Vargas      | Jason Manuel Olazabal |
| Megan Burnett        | Bianca Bethune        |
| Donna Maria Tapia    | Gloria Irizarry       |
| Filha do Tapia       | Alissa Mullins-Diaz   |
| Roberto              | Jon Seda              |
| Carlos               | Otto Sanchez          |
| Alexei               | Peter Stormare        |

## Recepção
No site agregador de críticas Rotten Tomatoes, 23% das 164 resenhas dos críticos são positivas. O consenso diz que o filme tem "duas horas e meia de explosões sem graça".

## Trilha sonora
1. "Intro" — Martin Lawrence, Will Smith — 0:12
2. "Show Me Your Soul" — P. Diddy, Lenny Kravitz, Pharrell, Loon — 5:20
3. "La-La-La" — Jay-Z — 3:54
4. "Shake Ya Tailfeather" — Nelly, P. Diddy, Murphy Lee — 4:53
5. "Girl I'm a Bad Boy" — Fat Joe, P. Diddy, Dre — 3:22
6. "Keep Giving Your Love to Me" — Beyoncé — 3:08
7. "Realest Niggas" — The Notorious B.I.G., 50 Cent — 5:18
8. "Flipside" — Freeway — 3:55
9. "Gangsta Shit" — Snoop Dogg, Loon — 4:31
10. "Pretty Girl Bullshit" — Mario Winans, Foxy Brown — 4:22
11. "Model (Interlude)" — Martin Lawrence — 0:04
12. "Love Don't Love Me" — Justin Timberlake — 4:21
13. "Relax Your Mind" — Loon — 4:15
14. "Didn't Mean" — Mary J. Blige — 3:44
15. "God Sent You (Interlude)" — Martin Lawrence, Will Smith — 0:15
16. "Why" — Da Band — 4:38
17. "Shot You (Interlude)" — Martin Lawrence, Will Smith — 0:06
18. "Wanna Be G's" — M.O.P., Sheritha Lynch — 4:38[3]